# Encinar

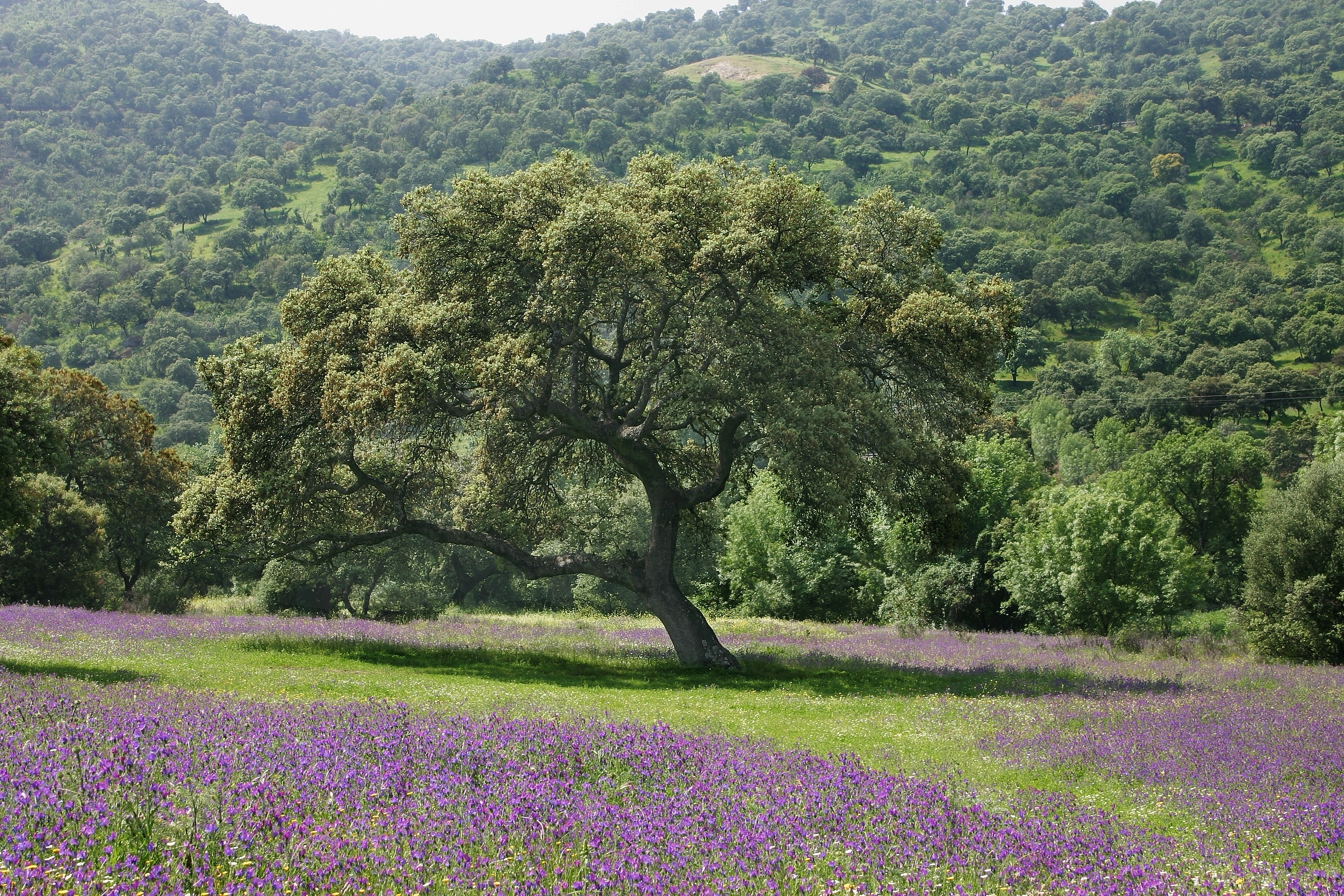
Encinar en el Parque natural de Despeñaperros, en Andalucía.

El encinar se refiere al bosque de encinas (Quercus ilex), que es el árbol más representativo del clima mediterráneo y que domina en prácticamente todo el territorio de la cuenca de este mar formando parte del llamado bosque mediterráneo. Se trata de un bosque siempreverde que forma un estrato arbóreo continuo y sombrío, no muy alto. El estrato arbustivo es muy rico y espeso y, por el contrario, el estrato herbáceo es poco desarrollado.
Desde un punto de vista fitosociológico, también son encinares los llamados carrascales (bosques de carrasca) y los alcornocales (bosques de alcornoques). 
La encina es un árbol de talla mediana, no suele superar los 15 metros de altura, con el tronco robusto y de hojas pequeñas, de color verde oscuro, con la cara inferior grisácea, coriáceas, persistentes y muy abundantes. Tiene raíces muy potentes. Se adapta a varias condiciones climáticas diferentes y a la vez que en estado adulto es capaz de aguantar la plena insolación, crea una sombra extraordinariamente densa, que él mismo necesita para su primer desarrollo y que es a su vez generadora de un microclima apto para unas determinadas especies. Aparece por toda la península ibérica, exceptuando áreas del norte por encima de los 100 metros. En el sur aparece hasta los 2000 metros. Tampoco aparece en el dominio subdesértico del sureste de la península.

## Importancia ecológica

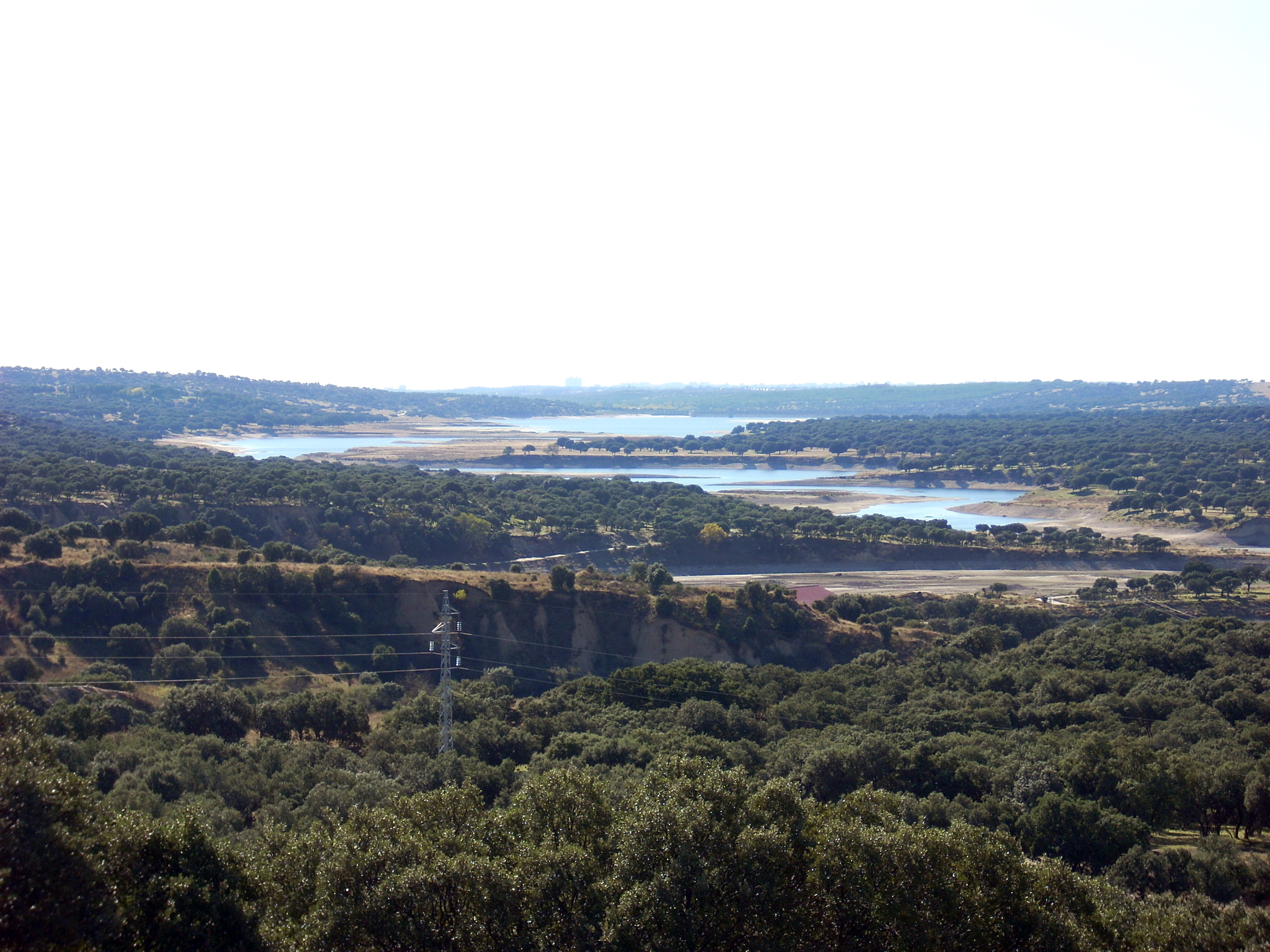
Encinar espeso en el Monte del Pardo (Comunidad de Madrid), uno de los bosques mediterráneos mejor conservados de Europa.

En estado natural, las encinas forman extensos y muy tupidos bosques junto con las demás especies típicas del bosque mediterráneo: alcornoques, jaras, cantuesos, madroños, brezos, durillos, cornicabras, retamas, y un largo etcétera según las zonas.
Además, estos bosques resultan ser el mejor hábitat para la fauna mediterránea, lo que los convierte en ideales cotos de caza e incluso en áreas de reserva naturales con mayor protección. También forma a menudo bosques mixtos, mezclándose como especie arbórea con otras, generalmente pinos (especialmente carrasco, piñonero y resinero) o enebros. En aquellos lugares en los que el encinar ha sido sustituido por monocultivos de otras especies como pinos o eucaliptos, presentan una biodiversidad mucho más baja que en los bosques de encinas. 
El encinar es el principal ecosistema en varios espacios naturales protegidos de España: el parque nacional de Cabañeros y el de Sierra Madrona, ambos situados en la provincia de Ciudad Real, el parque nacional de Monfragüe y el parque natural del Tajo Internacional, ambos situados en la provincia de Cáceres, el Monte de El Pardo (Madrid) y el Carrascal de la Font Roja (Alicante).

## Actividad humana

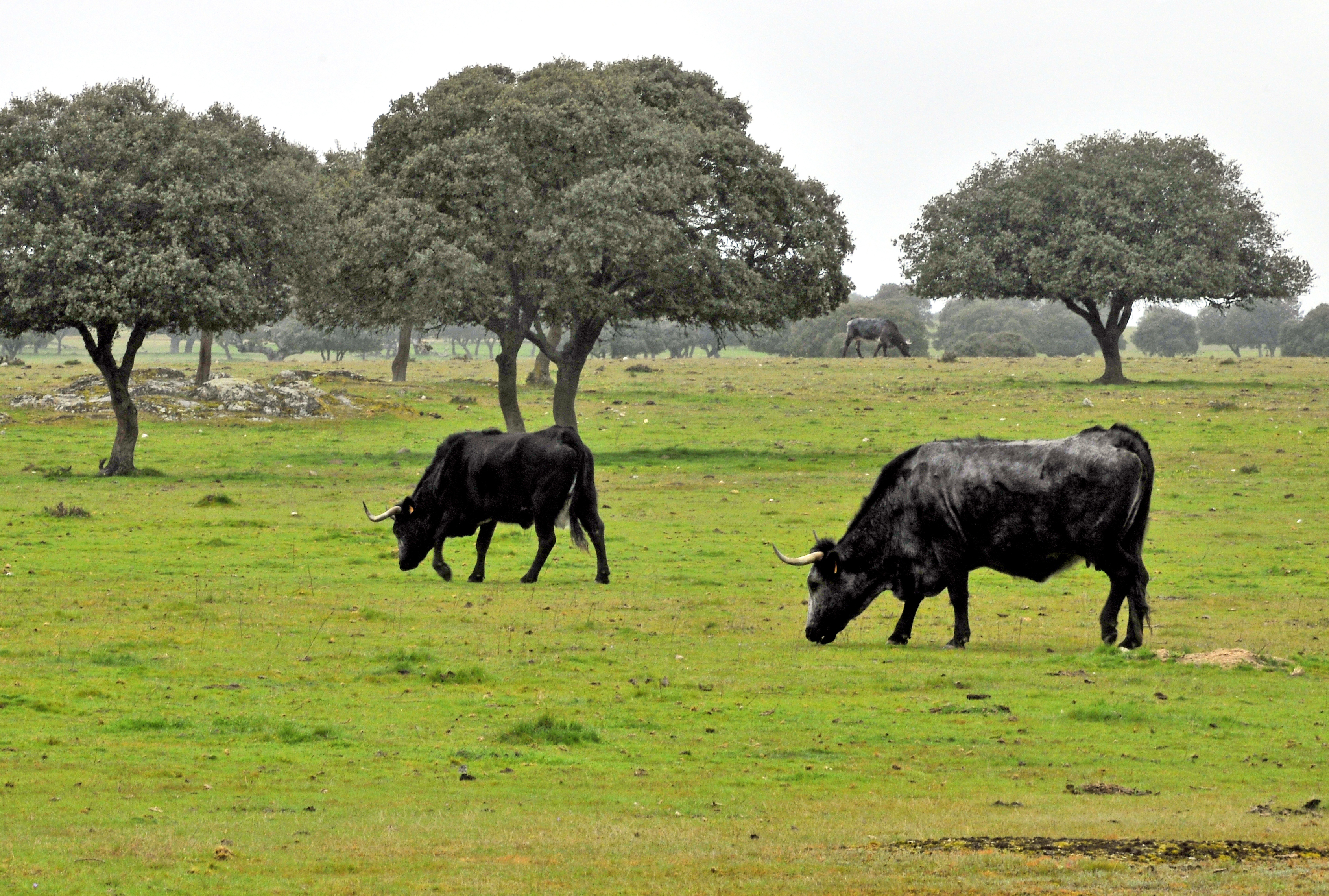
Dehesa en la Provincia de Salamanca.

Actualmente, los encinares maduros escasean debido al hecho de que han tenido un sistema de explotación en régimen de monte bajo, para producción de leña. La actividad humana que, con los incendios y ciertas políticas de reforestación, han hecho que los pinares o los matorrales, pertenecientes a estadios más tempranos de la sucesión ecológica, sean muy abundantes. La talla arbórea de un bosque desarrollado debería alcanzar hasta 20 metros de altura, en cambio, actualmente es difícil encontrar encinares con el estrato arbóreo superior a 12 metros. Los encinares normalmente se explotan por el sistema de monte bajo, caracterizado por la regeneración por rebrote de las cepas cortadas, y cortadas en diámetros pequeños/medios.
Sin embargo, en la península ibérica se ha desarrollado un tipo de ecosistema de convivencia entre el encinar y la actividad humana que es la dehesa. Estos son bosques de encinas u otras especies, con estrato inferior de pastizales o matorrales, donde la actividad del ser humano ha sido intensa en prácticamente la totalidad del bosque y generalmente están destinados al mantenimiento del ganado, a la actividad cinegética y al aprovechamiento de otros productos forestales (leñas, corcho, setas, etcétera).
La dehesa es un ecosistema habitual el oeste de la península ibérica, concretamente en zonas llanas de Extremadura, Provincia de Salamanca, y Provincia de Huelva (en España) y en el Alentejo y Algarve de Portugal. La dehesa es el hábitat del cerdo ibérico, así como diferentes especies de ganadería ovina, toro bravo y multitud de especies salvajes.

## Tipos de encinar
Existen distintas especies asociadas a otras especies vegetales dando paisajes diferentes y entonces se habla de sectores, hay dos sectores dentro del encinar:
- Encinar provenzal
- Encinar carrascal